# Мерсе Родореда
Мерсе Родореда і Гургі (ісп. Mercè Rodoreda i Gurgui; *10 жовтня 1908, Барселона — †13 квітня 1983, Жирона) — каталонська письменниця післявоєнного періоду.
Її роман «La plaça del Diamant» («Площа Діамант», 1962) перекладений на багато мов. Багато писала про громадянську війну в Іспанії.

## Біографія
Мерсе Родореда народилася десятого жовтня 1908 в Барселоні. Вона була єдиною дитиною в сім'ї і рано вийшла заміж за брата своєї матері, коли їй було двадцять років. Він був старший за неї на сімнадцять років. Через рік у них народився син.
Подружнє і материнське життя направляла її на писання. Водночас, в Іспанії починається друга республіка і в її обстановці свободи письменниця стає відважною і рішучою. У 1933 році вона видала свій перший роман на власні гроші. Вона також працювала в різних журналах і за наступні кілька років публікує ще три романи і кілька казок.
У 1936 році, коли у неї вже була багато зв'язків з каталонськими публіцистами і важливими людьми, почалася громадянська війна. 1937 був ключовим роком для письменниці: вона отримала премію «Крешельс» за роман «Алома», але також розлучилася з чоловіком. Наступного року, перед кінцем війни, вона виїхала до Франції на заслання. Її син залишився у Барселоні у її матері, тому що вони думали, що вона повернулася б незабаром. Але після Перпіньяну і Тулузи, вона поїхала в замок Roissy-en-Brie на сході Парижа. Там зупинилися деякі каталонські біженці, і письменниця почала любовні відносини з каталонським письменником Армандом Обіолсом. Але була проблема. Він був одружений з сестрою іншого письменника і його шурин і його теща зупинилися в самому замку і вони були проти цієї любові.
Ситуація стала гірше. Біженці в замку повинні були знову переїхати через початок другої світової війни. Кілька з них виїхали в Америку, але пара закоханих поїхала в Лімож, де він був заарештований. Отже, вони ще два роки не могли жити разом. Зрештою, вони жили разом у Бордо і знову в Парижі, але їй було важко. Вона повинна була працювати кравчинею і не могла писати до 1947 року, коли почала співпрацю з журналом Ревіста де Каталунья. До 1953 року вона тільки писала короткі казки через погане здоров'я і параліч правої руки. Але вона поліпшувалася і переїхала з Армандом до Женеви, бо там він почав працювати перекладачем в ЮНЕСКО.
За словами письменниці, Женева була нудним містом, і там вона знайшла час і світ, щоби писати. Вона написала есе, романи і книгу казок, з якою вона програла приз Віктор Катала в 1956 році. У цей же час вона теж пише свій найвідоміший роман, «Площа Діамант», який не виграє приз Сант Жорді в 1960 році. Але один член журі зауважив роман і рекомендував його видавцеві, який публікував його в 1962 році. У наступні роки вона написала і видала інші романи: «Вулиця камелій», «Сад близько моря», і т.д. Її книги поступово продавалися переводилися на іноземні мови. З одного боку в шістдесятих роках вона отримувала велике задоволення від успіхів в кар'єрі, але з іншого боку в особистому житті у неї були сумні новини: у 1966 році померла її мати і через три роки її перший чоловік. Вони з сином посварилася ерез його спадщину. Після смерті Арманда, в 1971 році, вона відчувала себе однією на засланні, і відчуття віддаленості ще посилилося, тому що вона виявила, що у Арманда була коханка з 1958 року. Її самотність в Женеві і зустріч з друзями часів війни були причинами повернення письменниці в Каталонію в 1972 році.
Протягом шести років вона жила в Романьї де ла Сельва у подруги, де письменниця закінчила «Зламане дзеркало». Але письменниця звикла вести самотній спосіб життя і тому в селі вона побудувала свій будинок, куди й переїхала. З Романьє де ла Сельва, де вона жила до самої смерті, вона спостерігала, як кілька її книг стали фільмами і ТБ передачами.
У 1983 році, вона померла у лікарні Жирони від раку печінки. Коли вона дізналася про рак, вона більше не боролася за життя. В останні дні життя вона примирилася зі своєю сім'єю, тому що її видавець сповістив їх.

## Головні твори
- Aloma (1938) «Алома»
- Vint-i-dos contes (1958)
- La plaça del Diamant (Площа Діамант) (1962)
- El carrer de les Camèlies (1966) «Вулиця Камелій»
- Jardí vora el mar (1967)
- Mirall trencat (1974) «Зламане дзеркало»
- Semblava de seda i altres contes (1978)
- Quanta, quanta guerra... (1980) «Скільки війни»
- La mort i la primavera, «Смерть і весна», незакінчений, виданий посмертно